# Public Enemy (Arrow)
Public Enemy es el décimo octavo episodio de la tercera temporada y sexagésimo cuarto episodio a lo largo de la serie de televisión estadounidense de drama y ciencia ficción, Arrow. El episodio fue escrito por Marc Guggenheim y Wendy Mericle y dirigido por Dwight Little. Fue estrenado el 1 de abril de 2015 en Estados Unidos por la cadena The CW.
Durante el ataque a la oficina de la alcaldesa, Ray es gravemente herido. Felicity es gratamente sorprendida cuando su madre aparece en el hospital para ofrecer su apoyo. Con toda la policía de Ciudad Starling en busca del agresor, Oliver y su equipo trabajan duro para mantenerse un paso por delante de ellos para encontrar al hombre responsable. Sin embargo, las cosas llegan a un punto crítico cuando Ra's al Ghul secuestra al capitán Lance.

## Elenco
- Stephen Amell como Oliver Queen/la Flecha.
- Katie Cassidy como Laurel Lance/Canario Negro.
- David Ramsey como John Diggle.
- Willa Holland como Thea Queen.
- Emily Bett Rickards como Felicity Smoak.
- Colton Haynes como Roy Harper/Arsenal.
- John Barrowman como Malcolm Merlyn/Arquero Oscuro.
- Paul Blackthorne como el capitán Quentin Lance.

## Continuidad
- Donna Smoak fue vista anteriormente en The Secret Origin of Felicity Smoak.
- Tatsu Yamashiro fue vista anteriormente en Nanda Parbat.
- Nyssa y Ra's al Ghul fueron vistos anteriormente en The Offer.
- El capitán Lance reanuda la búsqueda de la Flecha.
- Ray sufre un coágulo por una herida de flecha, pero es salvado por Felicity y unos nanobots creados por él.
- Ra's al Ghul secuestra a Lance y le dice que Oliver Queen es la Flecha, además de que Oliver y Sara estuvieron juntos en Lian Yu y que fue la Liga quien la rescató.
- En los flashbacks Oliver descubre que Shado tenía una hermana gemela llamada Mei. Posteriormente le confiesa que su hermana y su padre están muertos.
- Felicity le revela a su madre que todavía siente algo por Oliver.
- Lance revela en una conferencia de prensa que Oliver es la Flecha, comenzando así su caza.
- Oliver decide entregarse a cambio de inmunidad para Laurel, Roy, Felicity y Diggle.
- Roy se hace pasar por la Flecha y se entrega para impedir que Oliver pise la cárcel.
- Quentin Lance se convierte en la vigésimo quinta persona conocida en estar al tanto de la verdadera identidad de Arrow, siendo John Diggle (Lone Gunmen), Derek Reston (Legacies), Helena Bertinelli (Muse of Fire), Felicity Smoak (The Odyssey), Tommy Merlyn (Dead to Rights), el Dr. Webb (Unfinished Business), Malcolm Merlyn (Darkness on the Edge of Town), Sara Lance (Crucible), Amanda Waller (Keep Your Enemies Closer), el Conde Vértigo (State v. Queen), Barry Allen (The Scientist), Slade Wilson (Three Ghosts), Roy Harper (Tremors), Lyla Michaels (Suicide Squad), Isabel Rochev y Laurel Lance (Deathstroke), Moira Queen (Seeing Red) y Sebastian Blood (City of Blood), Caitlin Snow, Cisco Ramon, Harrison Wells, Joe West (Flash vs. Arrow) y Thea Queen (Canaries) y Ray Palmer (Suicidal Tendencies), las otras veinticuatro.

## Desarrollo

### Producción
La producción de este episodio comenzó el 29 de enero y terminó el 6 de febrero de 2015.

### Filmación
El episodio fue filmado del 10 de febrero al 19 de febrero de 2015.